# Pozza di Fassa
Pozza di Fassa (ladinisch Poza (de Fascia), deutsch veraltet: Potzach im Fasstal) ist eine Fraktion der Gemeinde (comune) San Giovanni di Fassa im Trentino in der autonomen Region Trentino-Südtirol.

## Geografie
Pozza di Fassa liegt etwa 60 Kilometer nordnordöstlich von Trient auf einer Höhe von (1325 m s.l.m.) im mittleren Fassatal. Bei Pozza di Fassa mündet das von Ost nach West verlaufende Val San Nicolò, das in die Monzoni-Valacia Gruppe führt, einer Untergruppe der zu den Dolomiten zählenden Marmolatagruppe.

## Geschichte
Bis 31. Dezember 2017 war Pozza di Fassa eine eigenständige Gemeinde. Mit Referendum vom 20. November 2016 hatten sich die Einwohner der Gemeinden Pozza und Vigo di Fassa für den Zusammenschluss der beiden Gemeinden ausgesprochen, während die Einwohner von Mazzin und Soraga eine Fusion auch ihrer Gemeinden ablehnten.
Die Gemeinde Pozza di Fassa hatte am 31. Dezember 2017 2275 Einwohner auf einer Fläche von 73,2 km². Das Gemeindegebiet grenzte unmittelbar an die Provinzen Bozen und Belluno (Venetien). Nachbargemeinden waren Canazei, Mazzin, Moena, Soraga und Vigo di Fassa im Trentino sowie an die Südtiroler Gemeinden Tiers und Welschnofen und an die Gemeinde Rocca Pietore in Venetien.
Zur Gemeinde Pozza di Fassa gehörten die Fraktionen: Pera di Fassa, Monzon und Ronch.

## Demografie
Die Gemeinde Pozza bestand aus ungefähr 693 Haushalten. Den Zahlen der zehnjährlichen Volkszählung des ISTAT zufolge, stieg die Einwohnerzahl zwischen 1991 und 2001 um 7,1 % und zwischen 2001 und 2011 um 19,6 %.
| Jahr | Einwohner |
| ---- | --------- |
| 1991 | 1.668     |
| 2001 | 1.787     |
| 2011 | 2.138     |